# Psychotria subspathulata
Psychotria subspathulata là một loài thực vật có hoa trong họ Thiến thảo. Loài này được (Müll.Arg.) C.M.Taylor miêu tả khoa học đầu tiên năm 1999.